# Mons Meg

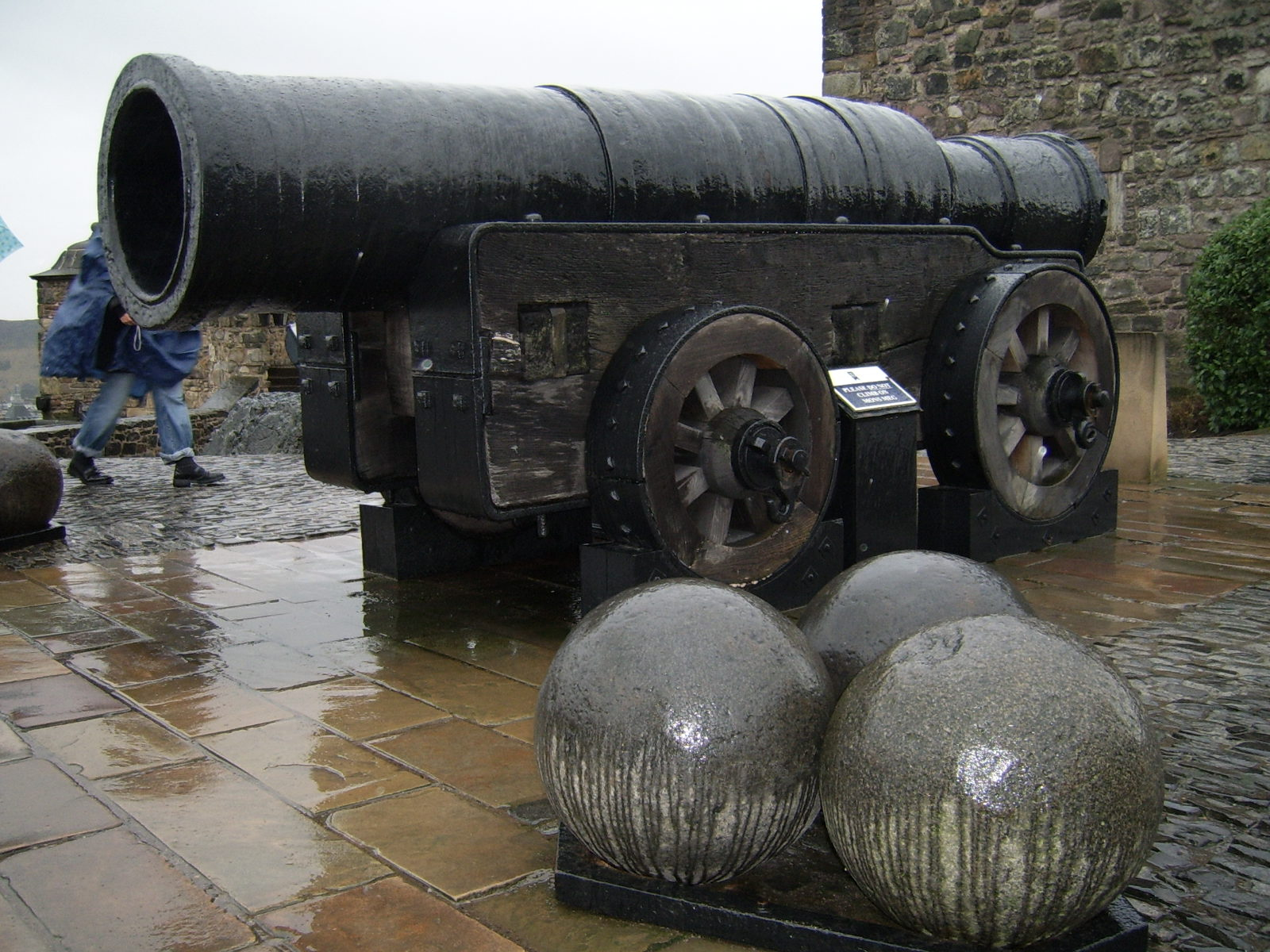
Le Mons Meg au château d'Édimbourg.

Mons Meg est un canon de grande taille, pesant six tonnes, fabriqué et testé à Mons, par Jehan Cambier. Il avait une portée de deux miles, l'équivalent de 3,2 kilomètres (une portée longue pour les canons du XVe siècle), construit entre 1449 et 1457 par le duc de Bourgogne Philippe le Bon, et donné en cadeau au roi Jacques II d'Écosse. Il fallait cent hommes pour le transporter. 
Par la suite, Jacques IV utilisa cette bombarde pour une offensive contre l'Angleterre. Elle fut retirée du service militaire actif vers 1550, continuant toutefois à être utilisée pour des saluts au canon. C'est lors de cet emploi pour l'anniversaire du duc d'Albany en 1681 qu'elle a été endommagée. Elle fut alors remisée au château d'Édimbourg jusqu'en 1754, date à laquelle elle fut emmenée à la Tour de Londres. En 1829 Walter Scott et la Society of Antiquaries of Scotland obtinrent qu'elle retournât en Écosse. Elle fut transférée à Leith par bateau puis au château d'Édimbourg, escortée par un détachement de cavalerie. C'est là qu'elle est placée depuis. Le Mons Meg symbolise le passé militaire glorieux de l'Écosse.